# Leptophloeus angustulus
Leptophloeus angustulus är en skalbaggsart som först beskrevs av Leconte 1866.  Leptophloeus angustulus ingår i släktet Leptophloeus och familjen ritsplattbaggar. Inga underarter finns listade i Catalogue of Life.